# Russula vesca
Russule jambon, Russule comestible, Russule vieux-rose
Espèce
Russula vesca, la Russule comestible, Russule vieux-rose ou encore Russule jambon, est une espèce de champignons basidiomycètes comestibles de la famille des Russulaceae. Elle est caractérisée par son chapeau rose ochracé et par le bout de ses lames dépassant un peu de la cuticule à maturité, donnant l'impression qu'elle "montre les dents". 

## Systématique

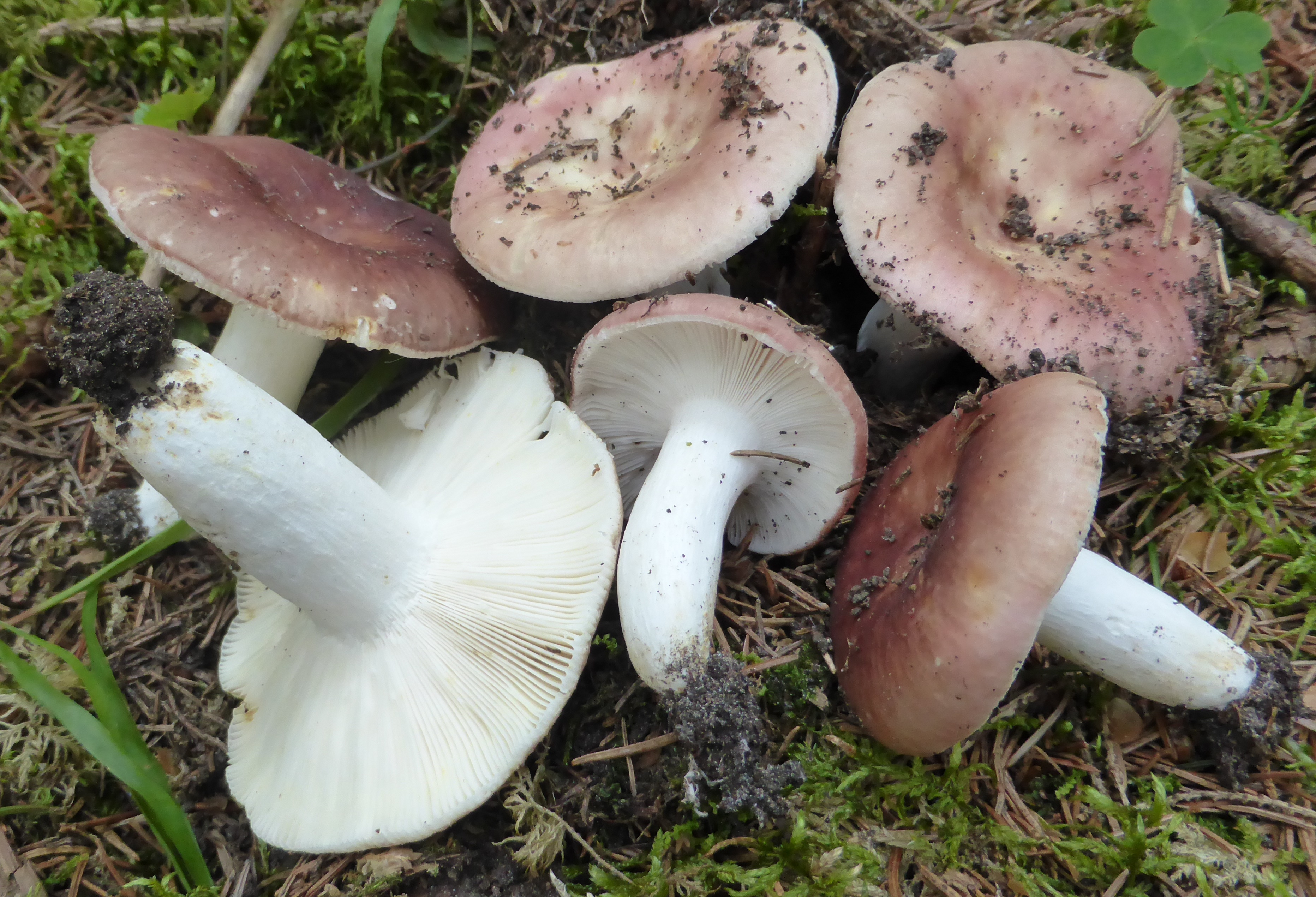
Collection de sporophores de R. vesca en Finlande.

Le nom scientifique complet (avec auteur) de ce taxon est Russula vesca Fr..

### Synonymes
Russula vesca a pour synonymes :
- Russula heterophylla var. vesca (Fr.) Bohus & Babos, 1960
- Russula heterophylla var. vesca (Fr.) Melz. & Zvára
- Russula mitis Rea
- Russula vesca f. lactea Anon.
- Russula vesca f. pectinata Britzelm.
- Russula vesca f. tenuis Jul.Schäff.
- Russula vesca f. viridata Singer
- Russula vesca var. alba Derbsch & Schmitt
- Russula vesca var. major Bon
- Russula vesca var. neglecta Singer
- Russula vesca var. romellii Singer

### Phylogénie
Russula vesca a été décrite et nommée par le mycologue suédois Elias Magnus Fries (1794-1878).

### Étymologie
L'épithète spécifique est le féminin de l'adjectif latin vescus, qui signifie « comestible ». Cependant, l'adjectif vesca (prononcer 'wes-ca' comme "western") signifie tantôt "qui mange", tantôt "qui se mange", tantôt "maigre, mal nourri". Les deux premiers sens peuvent s'appliquer à R. vesca puisqu'elle est comestible et qu'elle montre souvent les dents.

### Noms vulgaires et vernaculaires
Ce taxon porte en français les noms vernaculaires ou normalisés suivants : Russule vieux-rose,, russule comestible, Russule jambon,.

## Description du sporophore

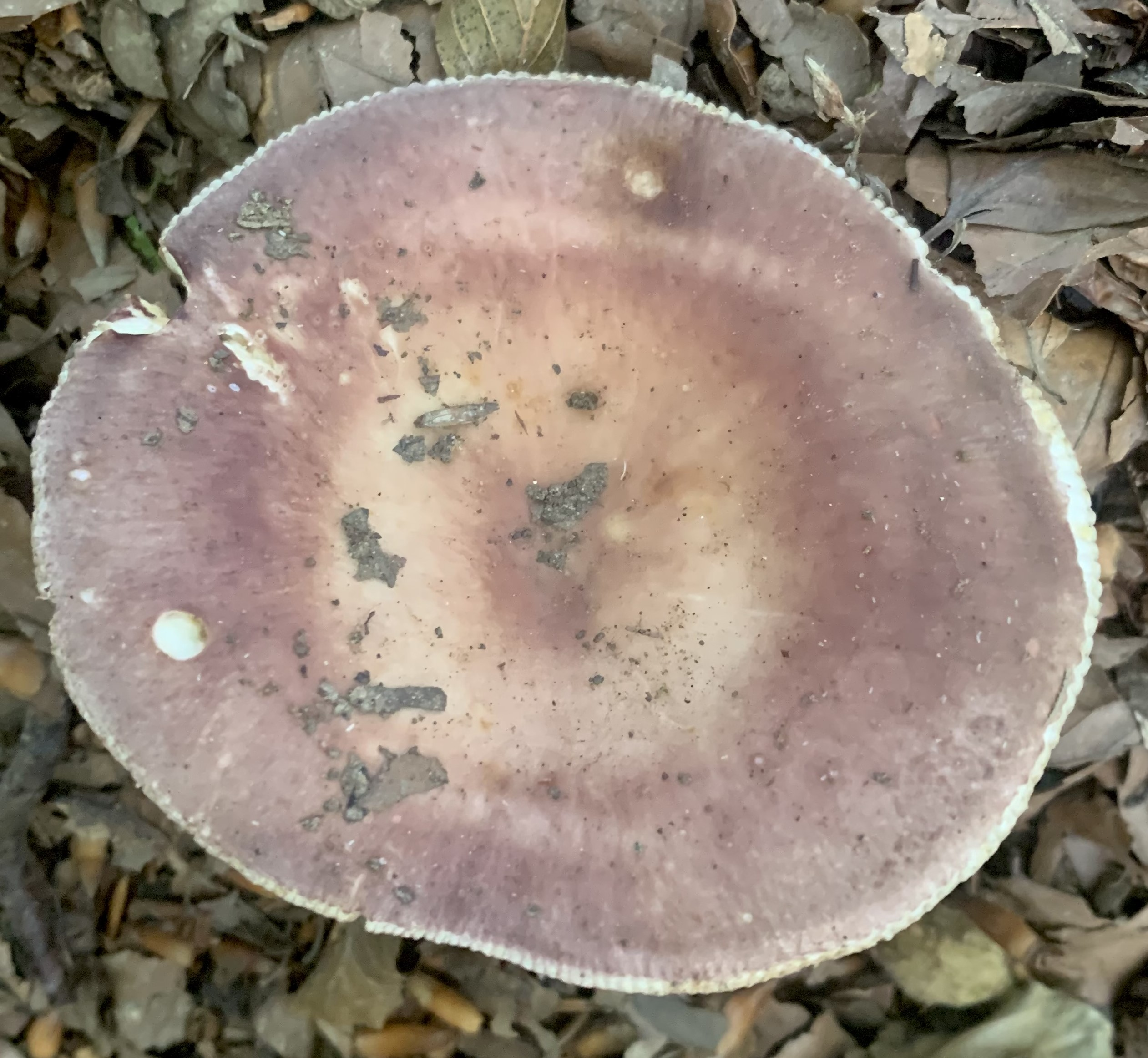
Chapeau de R. vesca aux lames débordant typiquement du chapeau.

Le chapeau mesure 6 à 10 cm de diamètre. Il est d'abord globuleux, convexe, puis plan-convexe, convexe, puis étalé à centre plus ou moins déprimé, aplati. Sa marge est ondulée, parfois striée ou crevassée chez les exemplaires mûrs. Sa cuticule est lisse ou faiblement ridulée, alors avec les rides présentant de petites verrues sur les sujets âgés, parfois pruineuse, un peu rugueuse au centre, opaque par temps sec et visqueuse par temps humide, pelable de la chair jusqu'à la moitié du rayon jusqu'à la moitié ou aux deux tiers du rayon. La cuticule tend à être en retrait au pourtour du chapeau, surtout à maturité, se retirant ainsi, elle parait trop étroite, se rétractant avec l'âge, la marge est ainsi souvent dénudée, n'atteignant pas la marge, comme si elle était "trop courte", laissant à découvert les extrémités des lamelles (on dit qu'elle "montre les dents"). Ses couleurs sont variables, souvent pâles au début, jaune rosé, rose ochracé, rose vineux, brun pourpre à plages olivâtres ou brunâtres,  brun rosé à pourpré-jaunâtre, avec plages crème à jaunâtres, marron-rouge, pouvant être brunâtre à brun-verdâtre pâle, marron-rouge, souvent plus ou moins marbré, piqueté ou taché d'ochracé à rouille et souvent d’un pourpre-violet plus foncé avec l'âge,,,.
Ses lames sont assez serrées, étroites, larges, adnées à légèrement décurrentes, atténuées ou arrondies près du pied, plus ou moins mais souvent fourchues, surtout près du pied, molles, légèrement flexibles au début, mais tout de même cassantes, même assez fragiles à l'état adulte. Elles sont blanches à blanc crème, à reflets crème, crème jaunâtre, souvent parsemées de petites taches de couleur rouille en vieillissant, à arêtes parfois violacées avec l’âge. La sporée est blanche (code couleur 1A selon Kibby-Fatto),,.
Le pied mesure 2 à 10 cm x 0,7 à 3 cm, il est cylindrique, souvent atténué vers la base,  faiblement ruguleux, ferme, robuste, plus ou moins massif, finement strié, plein puis spongieux, initialement lisse et pruineux puis rugueux, blanc à blanchâtre au jaunâtre, parfois teinté de rosâtre ou lavé d'incarnat, se tachant de brunâtre à la base, rarement violacé dans la vétusté,,.
Sa chair est ferme, épaisse, compacte, granuleuse, en particulier dans le pied à cassure nette. Elle est blanche, souvent brune ou jaune sale ou encore rouillée à la base du pied et dans les crevasses et attaques d'insectes, à nuance carnée sous la cuticule du chapeau. Son odeur est douce, suave, insignifiante, indistincte et sa saveur est douce, au goût agréable de noisette,,.

### Caractéristiques microscopiques
Les spores mesurent 8 à 9 µm x 4,5 à 6,5 µm, elles sont subglobuleuses, un peu crêtées, ornées de fines verrues basses, isolées, avec proéminences jusqu'à 0,1 x 0,25 µm de hauteur, rarement caténulées à connexées, amyloïdes. Epicutis à piléocystides peu évidentes maisprésentes, fusiformes, avec des poils effilés, à parois épaisses (crins) comme R. heterophylla mais à crins plus rares, faiblement positives dans la sulfovanilline (SV +), mesurant jusqu'à 130 x 3 µm,. 

### Réactions chimiques
La chair réagit rapidement et fortement en saumon, orange, rose orangé à rose vif au FeSO4. La réaction au phénol est quant à elle banale,.

## Galerie

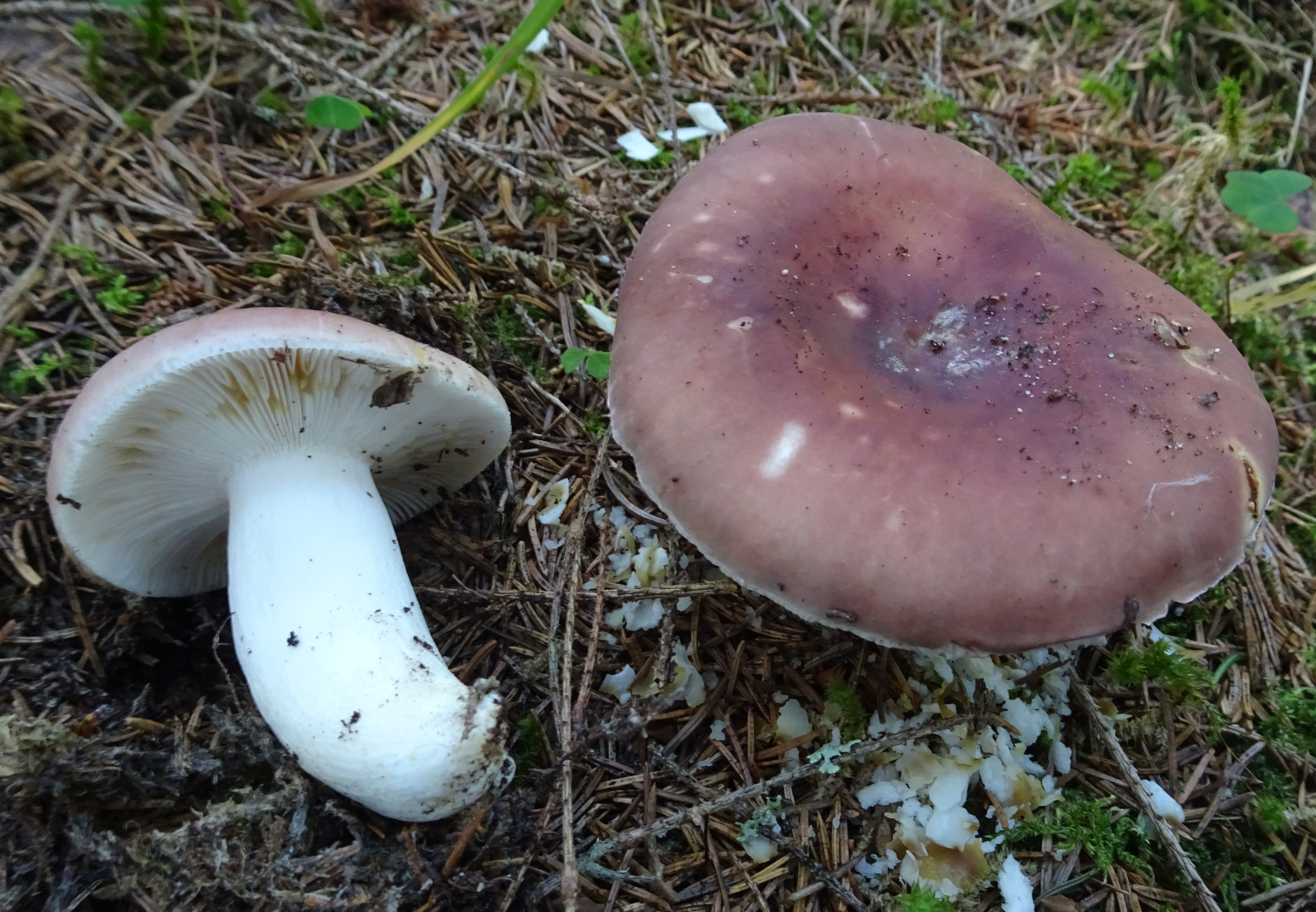
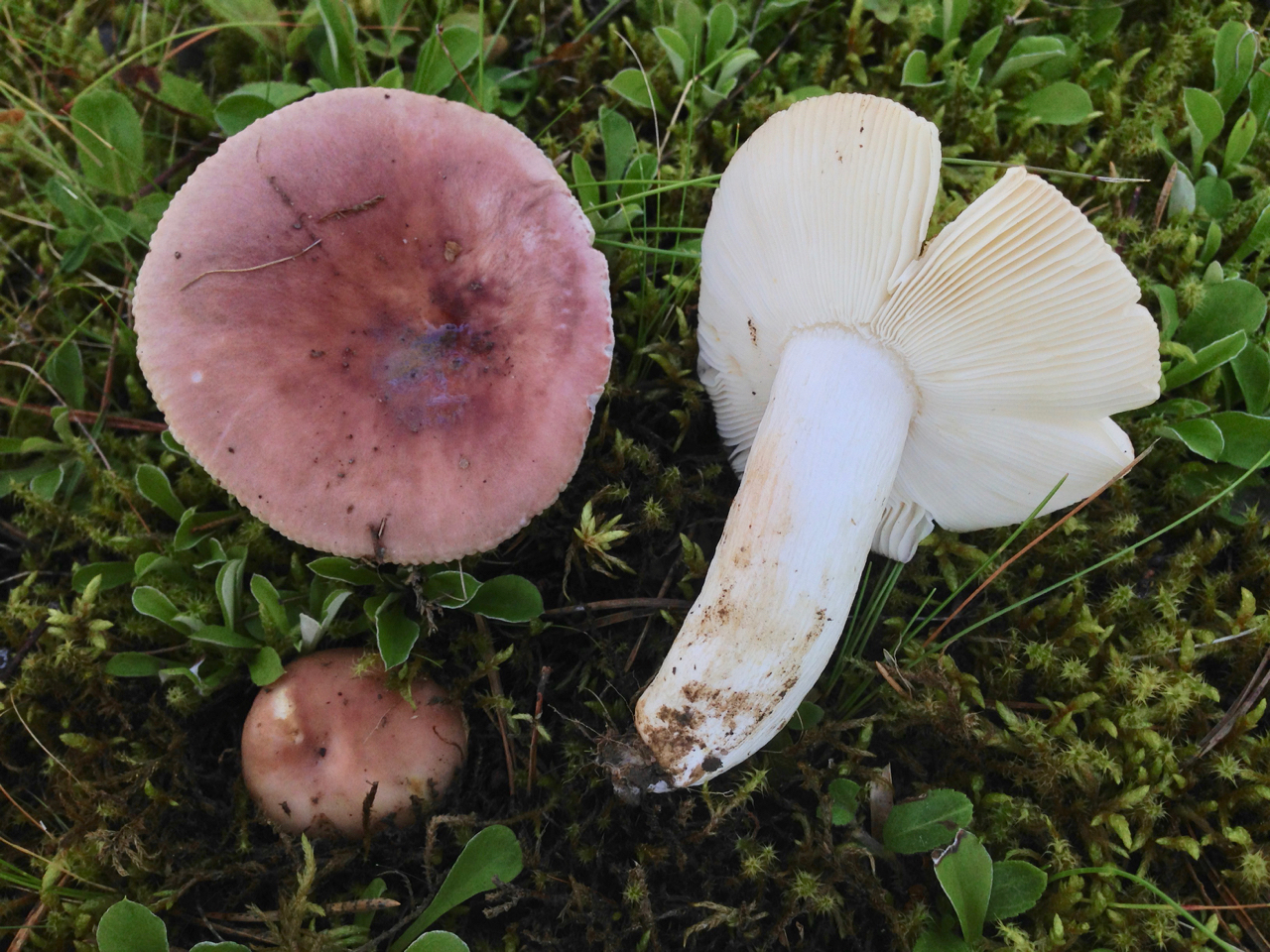
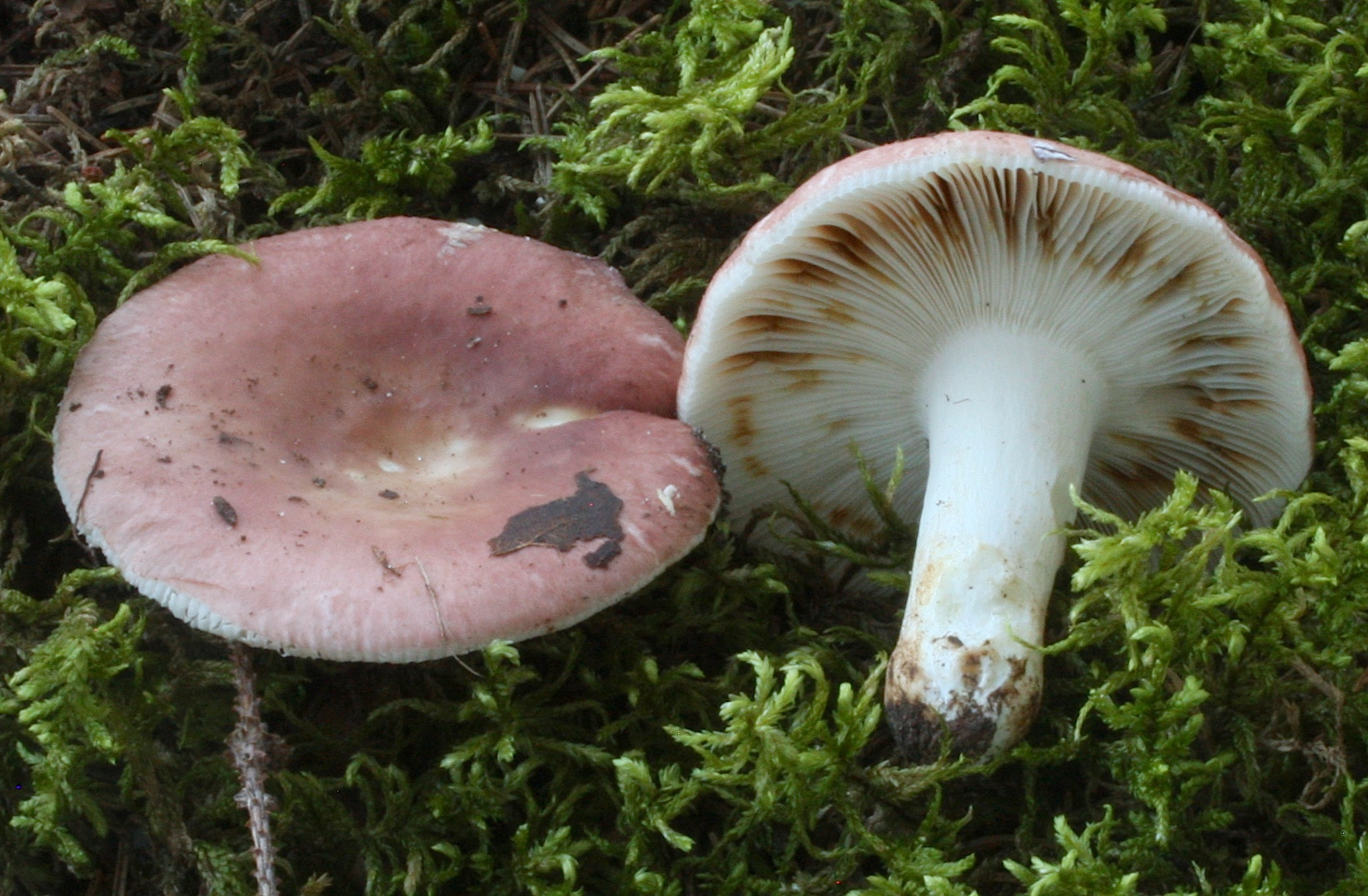
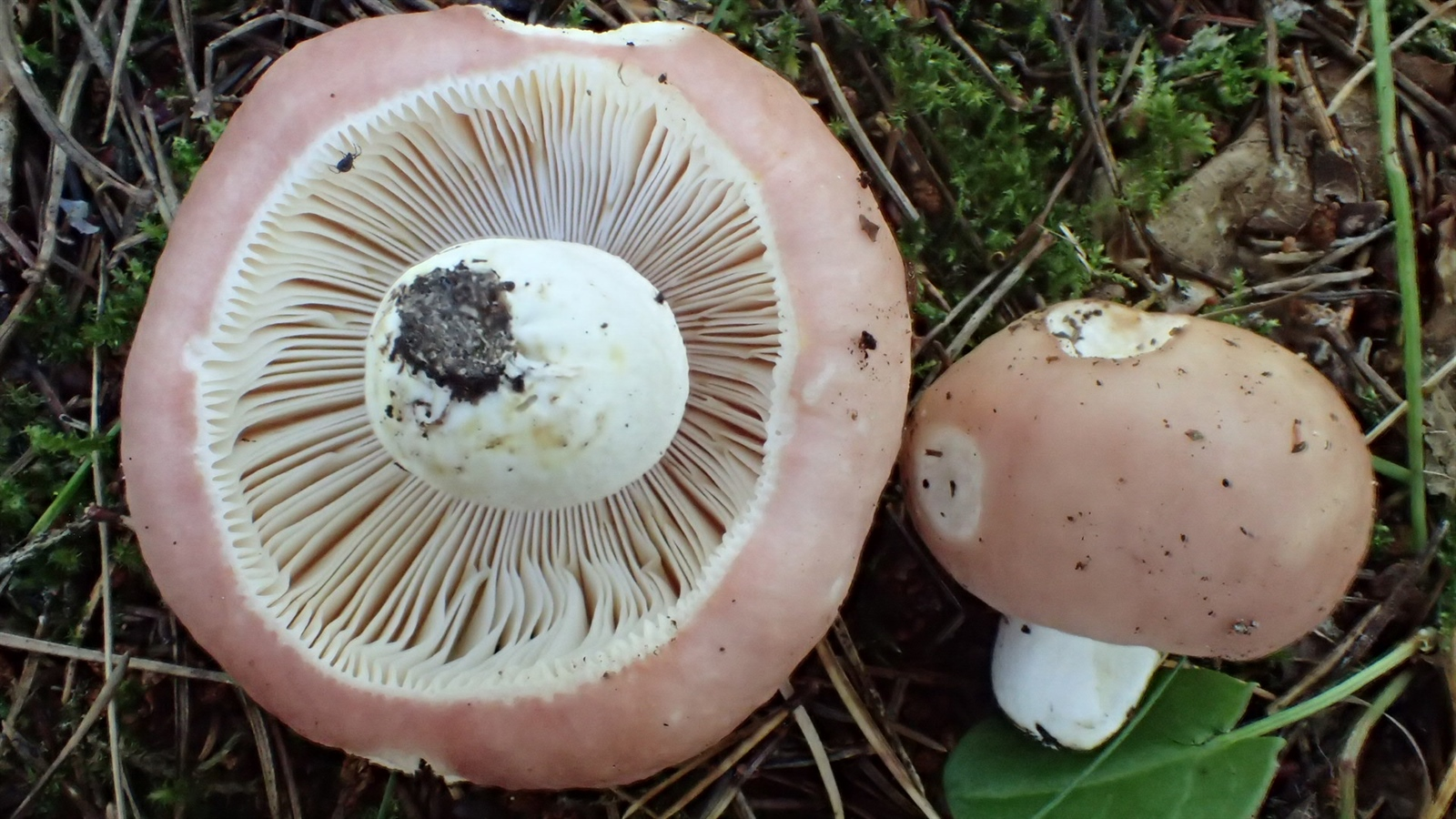
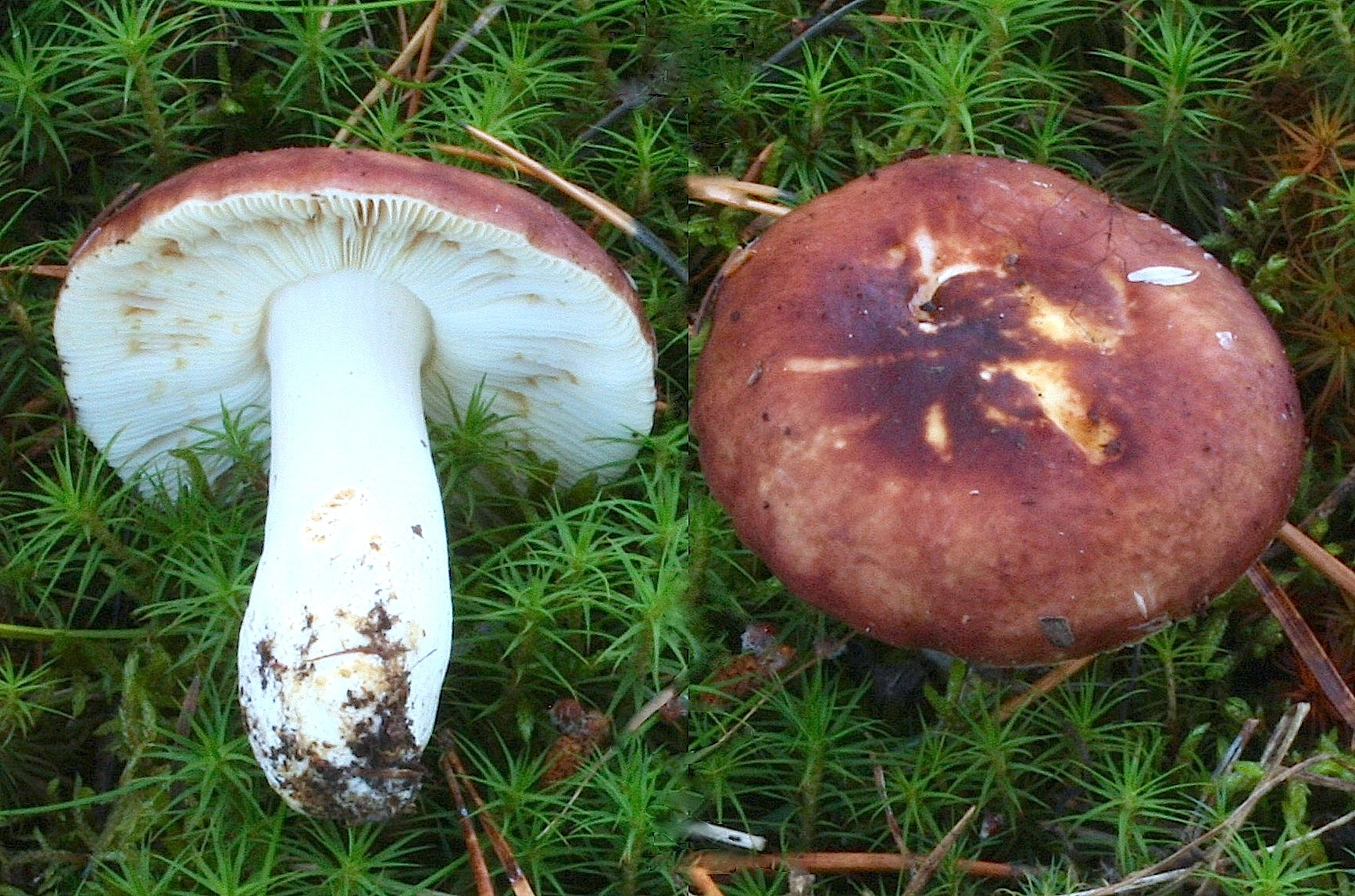
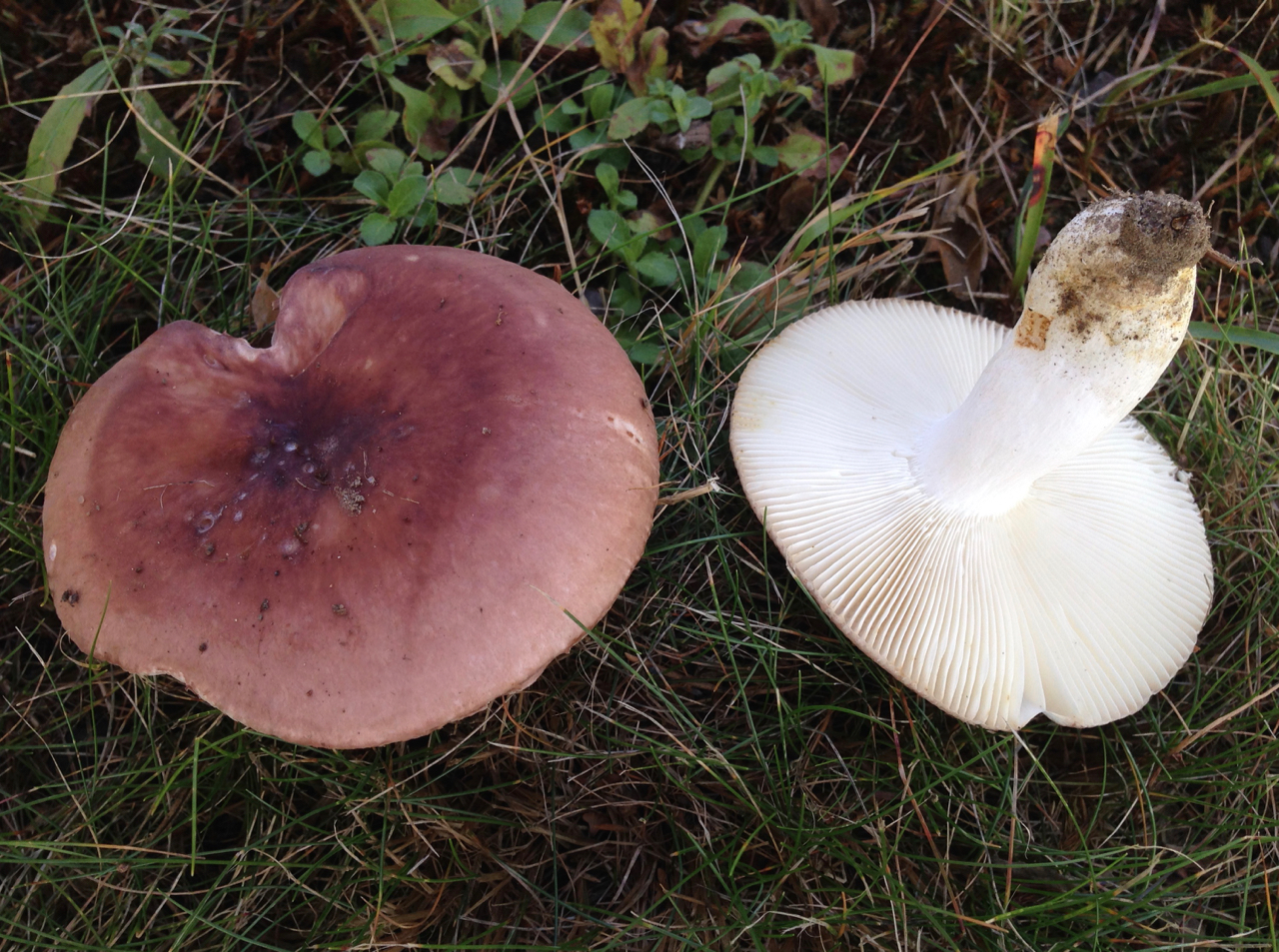
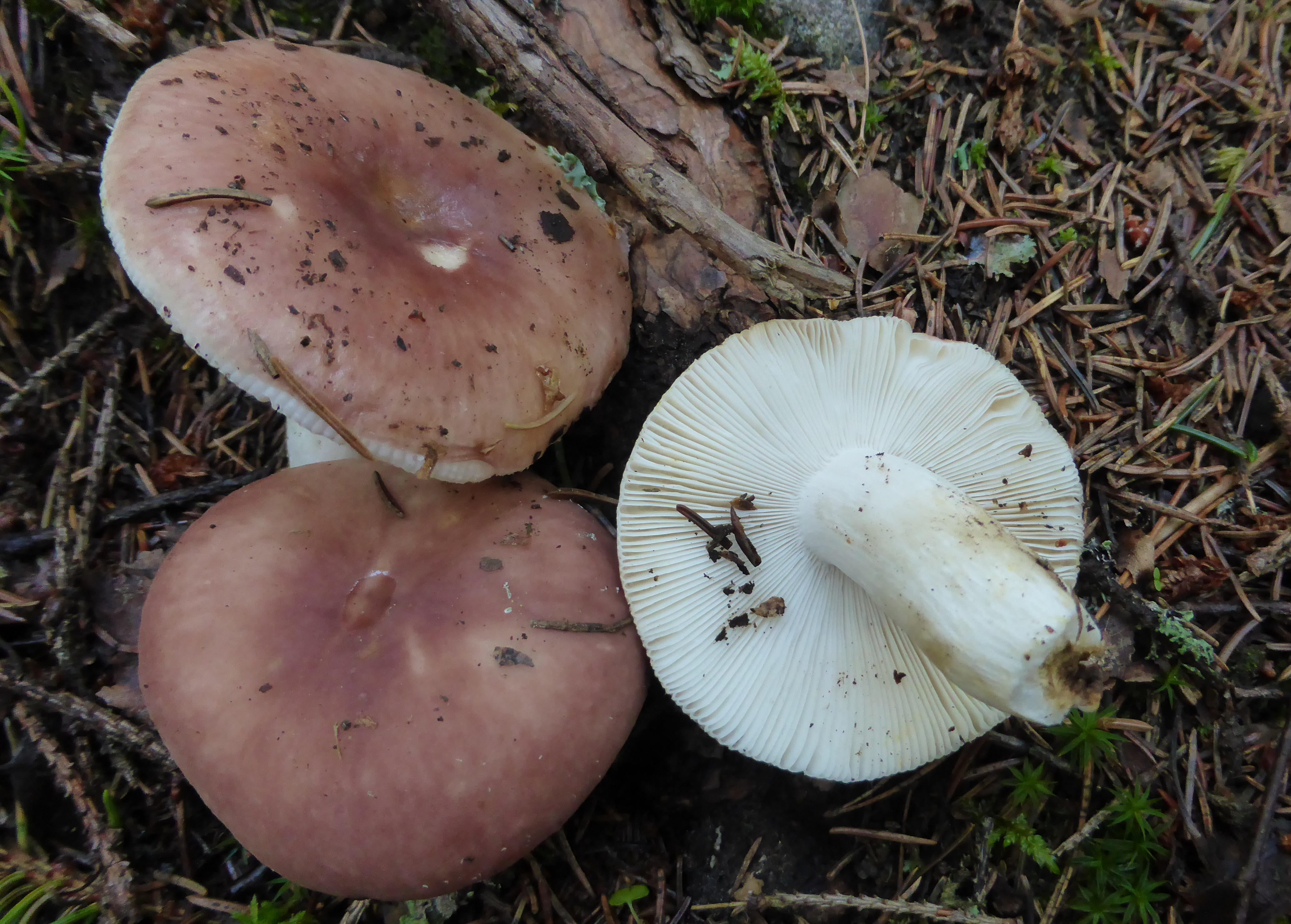
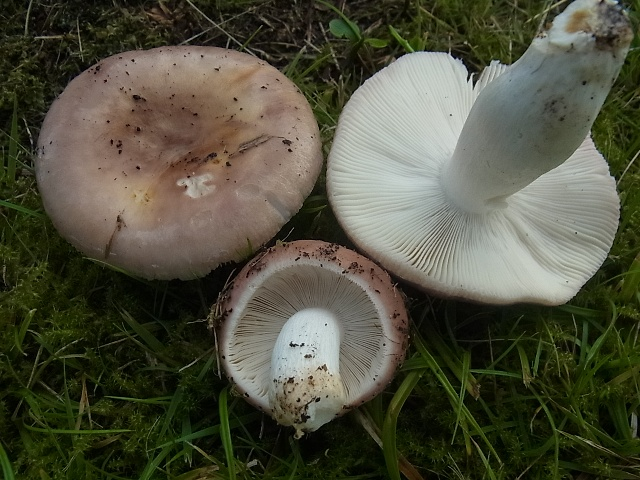
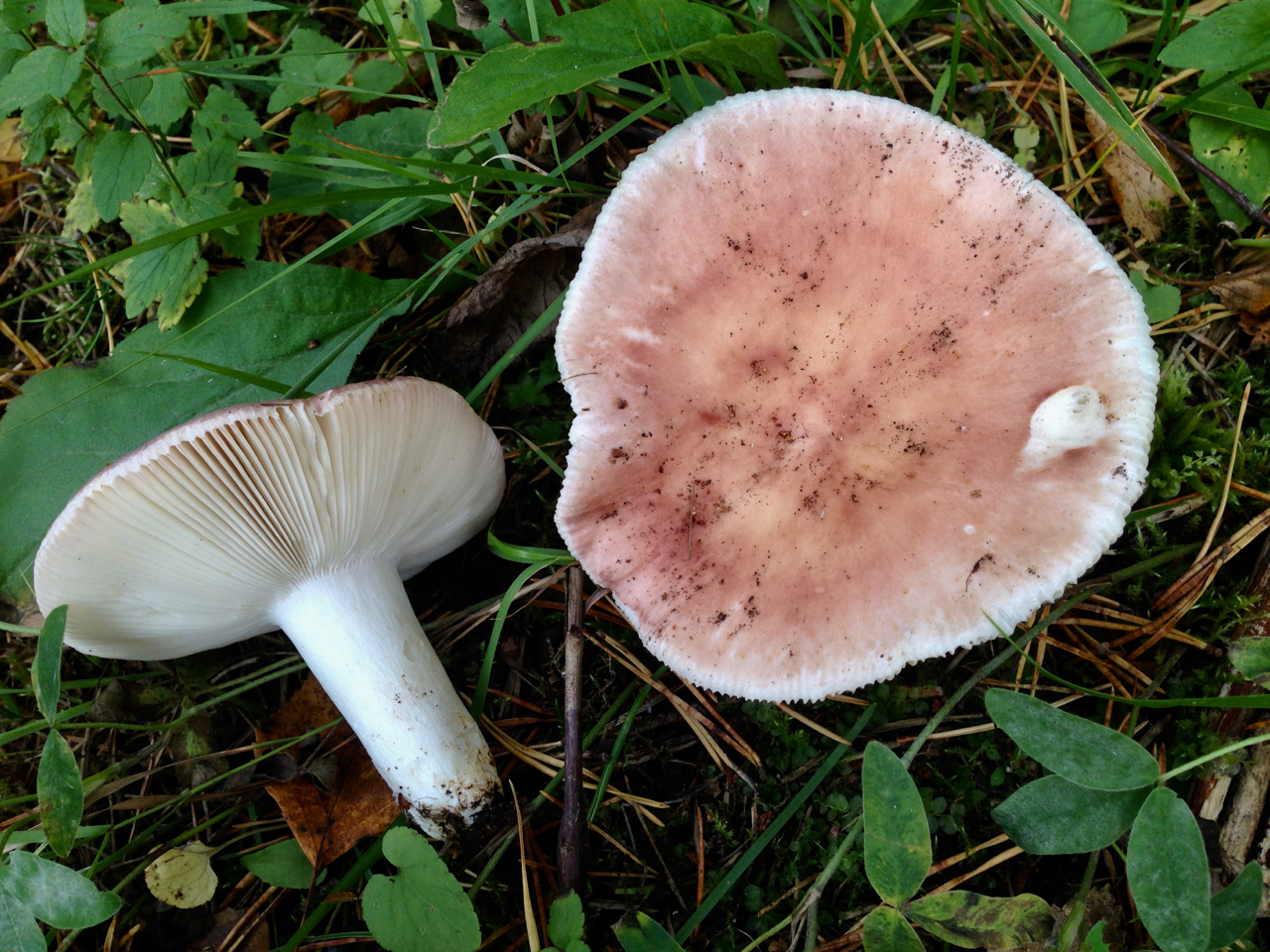
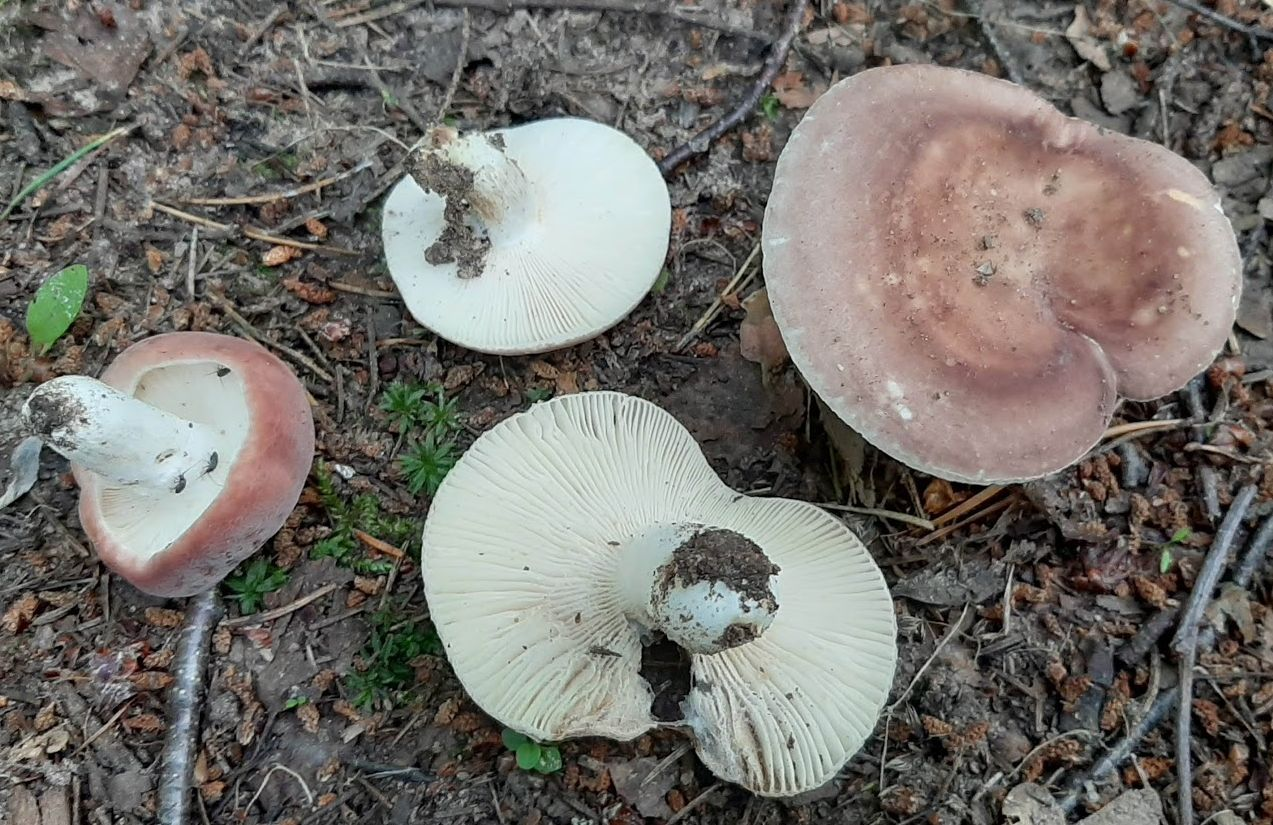
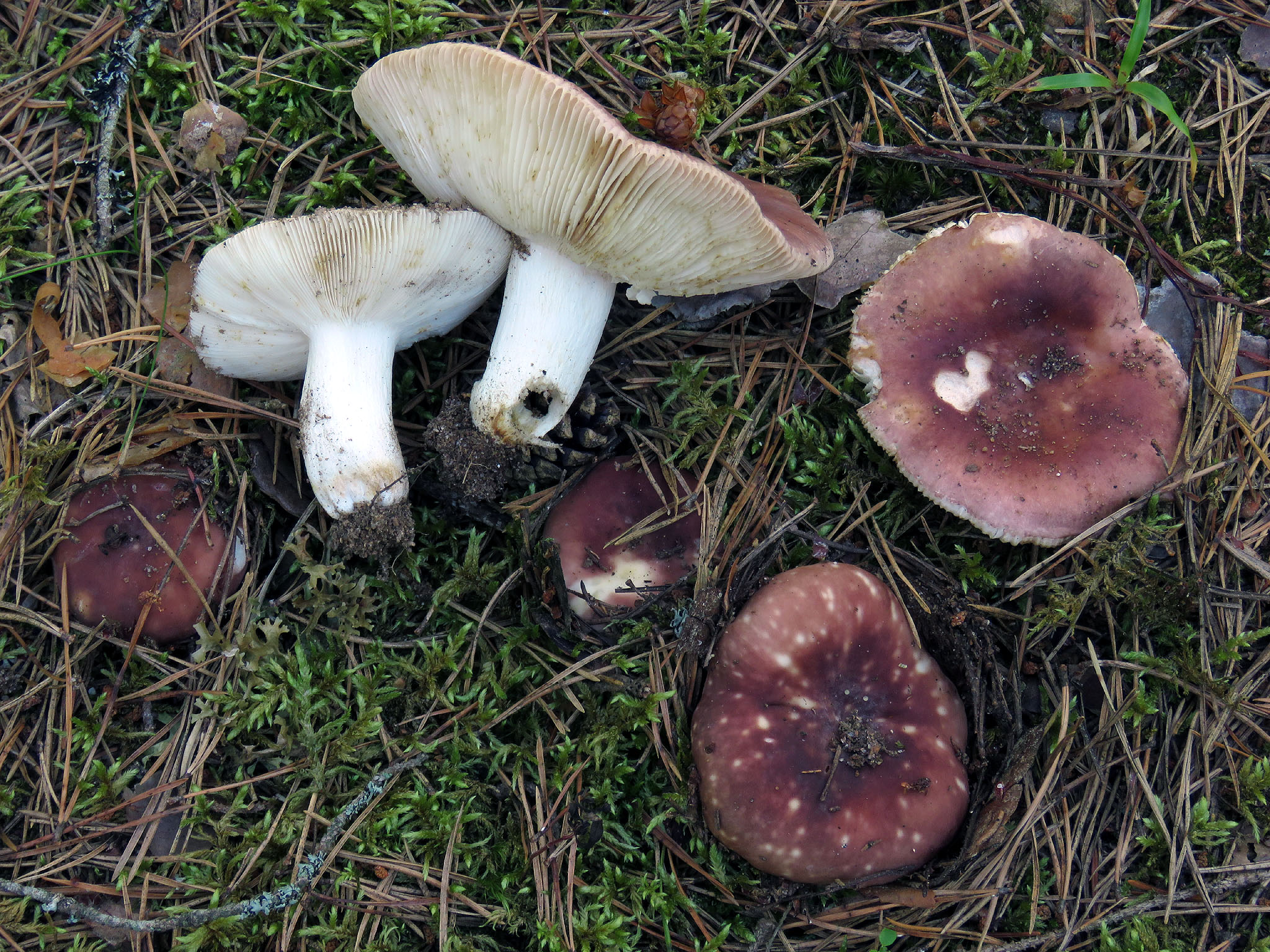
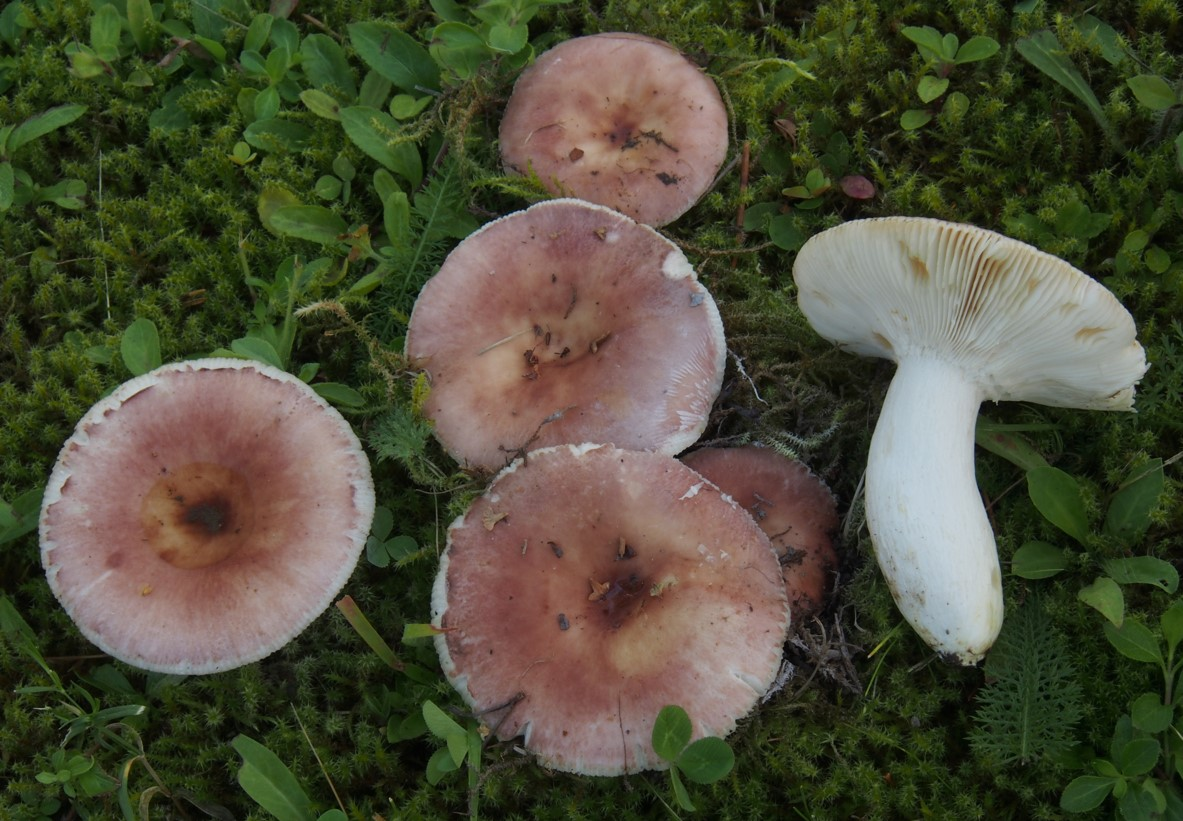
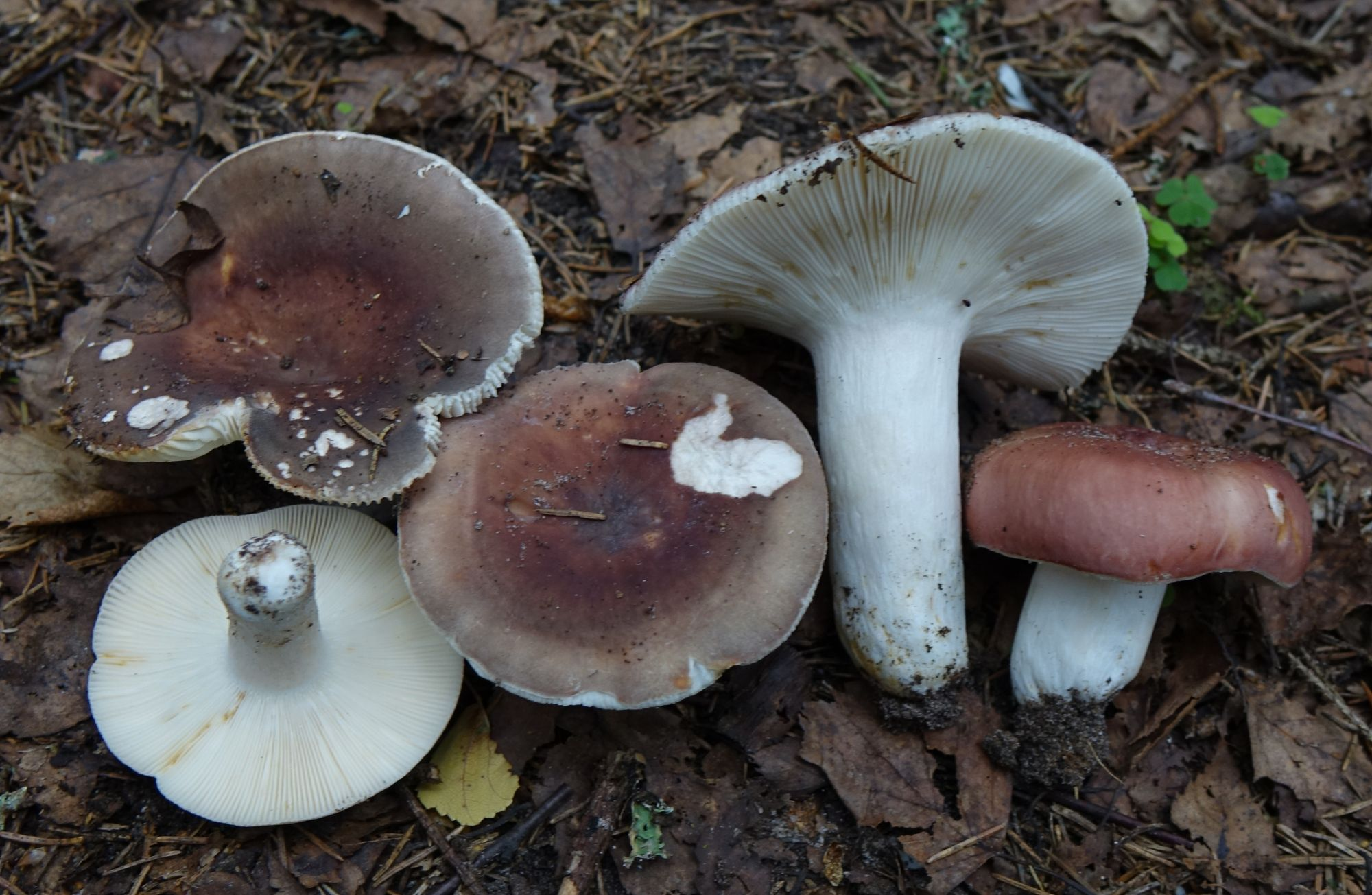
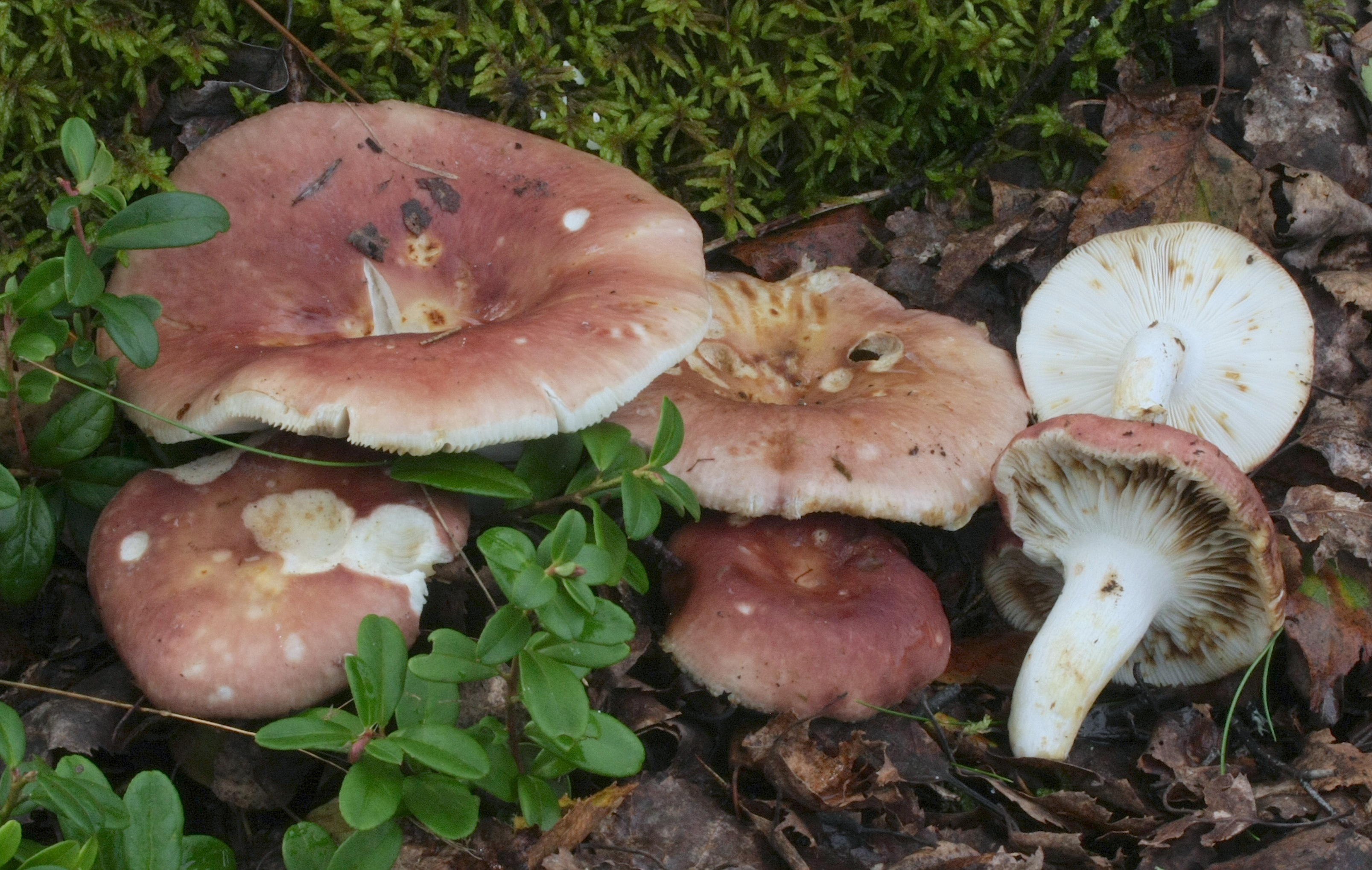
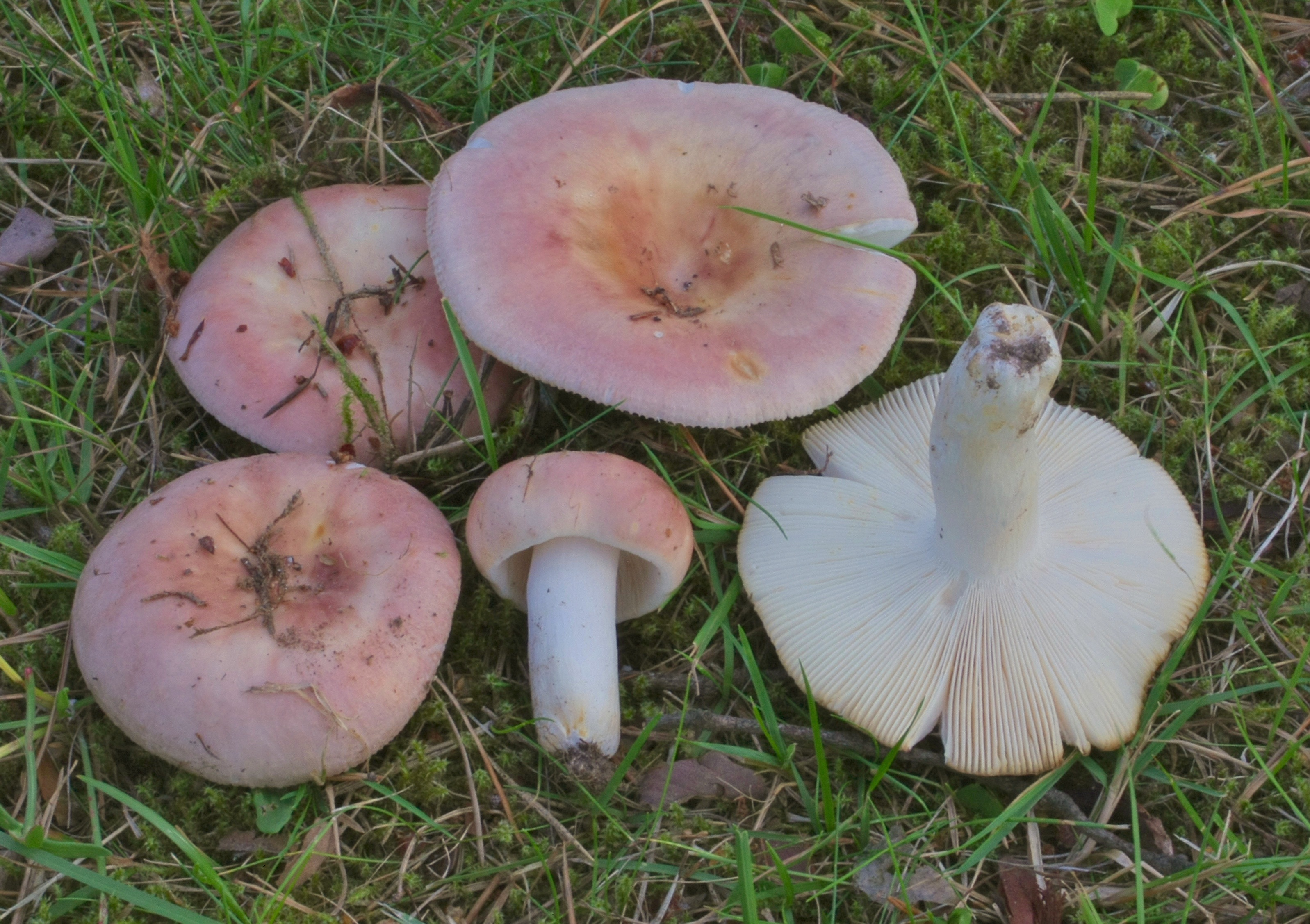

## Variétés et formes
Liste des formes selon GBIF (22 mai 2025) :
- Russula vesca f. avellanea Melzer & Zvara, au chapeau brun ochracé[4].
- Russula vesca f. lactea Melzer & Zvara, au chapeau blanc apigmenté[4].
- Russula vesca f. viridata Singer, au chapeau vert jaunâtre[4].
- Russula vesca f. pectinata Britzelm., au chapeau pâle à marge cannelée[4].
- Russula vesca f. neglecta (Singer), au chapeau bleu-grisâtre crème[12].
- Russula vesca f. vesca, forme type.

## Habitat et distribution

Carte de distribution de Russula vesca.

C'est une espèce ectomycorhizienne, commune, poussant sous feuillus et conifères, dans les bois de feuillus (notamment sous les chênes) et, plus rarement, de conifères, ou dans les clairières ensoleillées, en plaine et en montagne, préférant un sol léger, seule ou en groupes sur sol bien drainé, dans l'herbe et sur sol nu, préférant les endroits ensoleillés. Elle vient surtout de juillet à octobre mais apparaissant dès le mois de mai,. C'est une espèce thermophile et précoce qui peut être trouvée dès la fin du printemps jusqu'au milieu de l'automne, elle fructifie généralement pendant les périodes chaudes. On la trouve surtout dans les forêts thermophiles, puis, au milieu de l'été, également dans les forêts mésophiles de feuillus et (moins souvent) de conifères. Elle préfère les sols siliceux au pH acide ou légèrement acide.

## Comestibilité
C'est un bon comestible,, elle est idéale pour une cuisson rapide à feu vif, grâce à sa chair tendre et délicate, elle peut se préparer sautée, en salade, dans les soupes, les ragoûts où même farcie, par exemple avec du fromage des herbes et de la chapelure puis cuites au four. Elle peut se conserver séchée, congelée ou en poudre.

## Confusions possibles
- La Russule aurore (Russula aurora)
- La Russule charbonnière (Russula cyanoxantha)
- La Russule dorée (Russula aurea)
- La Russule trompeuse (Russula decipiens)
- La Russule lilas (Russula lilacea)
- La Russule à odeur de miel (Russula melliolens)
- La Russule couleur de pêche (Russula persicina)
- La Russule rose bonbon (Russula veternosa)
- La Russule alutacée (Russula alutacea)
- La Russule olivacée (Russula oliveacea)